# Gabriel André Aucler
Gabriel André Aucler (mediados de 1700–1815) fue un abogado francés que después de la Revolución francesa adoptó el nombre de Quintus Nautius y trató de restablecer la religiosidad pagana con él mismo como su líder. Creó ropa religiosa para sí mismo y llevó a cabo ritos paganos en su casa. Publicó un libro en 1799, La Thréicie, que presenta sus opiniones religiosas. Sus enseñanzas fueron objeto de un ensayo de Gérard de Nerval, incluido en Les Illuminés en 1852.

## Primeros años y carrera profesional
Gabriel André Aucler nació en Argenton-en-Berry a mediados del siglo XVIII. Se convirtió en abogado de profesión.

## Renacimiento pagano
Aucler admiraba la Antigua Grecia y la Antigua Roma y se convirtió en un firme partidario de la Revolución francesa, que consideraba una forma de recrear una antigua república. Durante la Primera República francesa, se hizo conocido por su intento de restablecer el paganismo. Comenzó a llamarse a sí mismo Quintus Nautius, afirmaba descender de una antigua familia de sacerdotes romanos y se perfiló como el líder de un paganismo revivido, creando vestimentas sacerdotales para sí mismo. Realizó en su casa ritos concebidos como restauraciones de los antiguos misterios de Orfeo. Sus seguidores estaban formados principalmente por su familia.

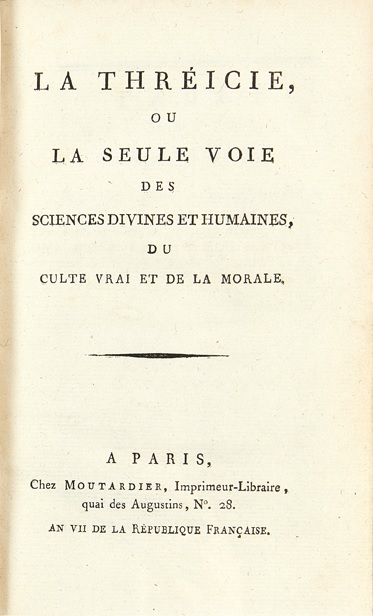
Portada de La Thréicie.

Aucler escribió un libro sobre sus puntos de vista religiosos con el título La Thréicie, ou la seule voie des sciences divinas et humaines, du culte vrai et de la morale («El Tracio, o el único camino hacia las ciencias divinas y humanas, el verdadero culto y la moralidad»). Tiene 440 páginas, y fue publicado con el nombre Q Nautius Aucler por Moutardier en París en 1799, o VII según el calendario republicano francés. El tracio del título es Orfeo, haciendo referencia a un epíteto de Virgilio. El libro promueve un resurgimiento del paganismo en la Francia contemporánea y un tema pitagórico de animación universal. Condena la conversión al cristianismo como violenta, presenta el cristianismo como moralmente arruinado y rechaza el esoterismo de Maximilien Robespierre. El libro fue escrito cuando el fervor revolucionario había disminuido; según la Biographie universelle : ancienne et moderne, oscurece todo el alcance de las enseñanzas de Aucler. Aucler continuó promoviendo el paganismo después de que se restableciera el catolicismo en Francia.

## Últimos años
Un poema que Aucler escribió hacia el final de su vida ha sido interpretado como una retractación de sus puntos de vista. Fue publicado en Bourges en 1813 en un folleto de 32 páginas con el título L'Ascendente de la religión, ou Récit des crime et des fureurs, de la conversion et de la mort chrétienne d'un grand coupable, qui ont eu lieu récemment. dans la ville de Bourges («El Ascendente de la Religión, o Relato de los crímenes y furias, de la conversión y muerte cristiana de un gran culpable, ocurrido recientemente en la ciudad de Bourges»). Aucler murió en Bourges en 1815.

## Legado
El ocultista Lazare Lenain en Amiens fue influenciado por Aucler y continuó realizando ritos paganos después de la Restauración borbónica. Escribió un libro en 1823, La ciencia de la Cábala, que combina la Cábala y el ocultismo con temas de La Thréicie.
Gérard de Nerval escribió un ensayo sobre Aucler, publicado en noviembre de 1851 en la Revue de Paris como Les Païens de la République: Quintus Aucler («Los paganos de la República: Quintus Aucler») y reeditado en 1852 como «Quintus Aucler» como entrada final del libro Les Illuminés. A diferencia de otros retratos de Les Illuminés, «Quintus Aucler» casi no proporciona información biográfica, pero cita extensamente de La Thréicie. Junto con el poema «Cristo en el olivo» (1844) y el libro Viaje al Oriente (1851), «Quintus Aucler» ha sido analizado como central en el interés de Nerval por el declive religioso. Nerval presentó el paganismo de Aucler como un ejemplo de la persistencia de la religiosidad a pesar de la disminución de las creencias a su alrededor. Escribió que Aucler podría ser tomado por un loco cuando se lo ve desde fuera de su contexto social, pero describió La Thréicie como «un libro que impone respeto a través de la honestidad de intenciones y la sinceridad de creencias». 
Jean-Joseph Gaume dedicó una sección a Aucler en su obra La Révolution (1856). Gaume comparó el paganismo de Aucler con proyectos contemporáneos como el «misticismo alegórico» de François Antoine de Boissy d'Anglas, Pierre-Gaspard Chaumette y Robespierre, el «tímido politeísmo» de Jean-Baptiste Chemin-Dupontès y François Antoine Daubermesnil, el Culto de la Razón y los altares cubiertos de plantas de la Teofilantropía. Gaume escribió que Aucler se destacó por su descontento con todo menos con la restauración total del antiguo politeísmo y su establecimiento como religión estatal.

### Citas
1. 1 2 3 4 5  Lamoureux, 1843, p. 397.
2. 1 2 3  Gaume, 1856, p. 208.
3. ↑  Gérardin y Gérardin, 1974, p. 226.
4. 1 2  Merkin, 2014a, p. 257.
5. ↑  Merkin, 2014a, pp. 257, 265.
6. 1 2  Merkin, 2014a, p. 263.
7. 1 2  Lamoureux, 1843, p. 398.
8. ↑  Gérardin y Gérardin, 1974, p. 227.
9. ↑  Merkin, 2014a, pp. 257-258.
10. ↑  Merkin, 2014a, p. 266.
11. ↑  Merkin, 2014b, p. 24.
12. ↑  Gaume, 1856, pp. 208-223.
13. 1 2  Gaume, 1856, p. 209.